# ロス・アルファケス大惨事
ロス・アルファケス大惨事（ロス・アルファケスだいさんじ、スペイン語: Accidente del camping de Los Alfaques、ロス・アルファケスキャンプ場事故）とは、1978年7月11日、スペインのカタルーニャ州アルカナー郊外にあるキャンプ場で、付近を通過中だったタンクローリーに積載されていたプロピレンが爆発した事故である。
運転手を含む217名が死亡し、200名以上が重い火傷をおった。

## 事故までの経過
事故現場となったロス・アルファケス・キャンプ場はアルカナー市街の北東、観光地サン・カルラス・ダ・ラ・ラピタの2キロメートル南にあり、バルセロナからタラゴナ、アンポスタなどを経てカディスにまで至る国道340号線 (N-340 road (Spain)) と地中海に挟まれている。
事故を起こしたタンクローリーは、Cisternas Reunidas S.A.が所有するもので、ペガソのトラクターユニット（登録番号 M-7034-C）と、フルハーフのセミトレーラー（登録番号 M-7981-R）からなっていた。
事故発生当日の午前10時15分、フランシスコ・インベルノン・ビジェーナ（Francisco Imbernón Villena、事故当時50歳）が運転するタンクローリーがタラゴナの9キロメートル北、ラ・ポブラ・ダ・マフメートにあるスペインの国営エネルギー企業ENPETROL社（現在のレプソル）の精油所に到着した。このタンクローリーはプエルトジャーノ（カスティーリャ＝ラ・マンチャ州）から来たもので、別の国営企業であるPaular社（現在のレプソル）の精油所向けにプロピレンの給油を受けた。
12時5分、タンクローリーは可燃性の液体プロピレン23トンを積んで出発したが、これは設計された最大積載量（19.35トン）を4トンほど超過していた過積載であった。また安全面を考慮すれば道幅が狭く、曲がりくねっていて、人口密集地を通っている国道340号線よりA-7高速道路 (Autopista AP-7) を走行すべきだったが、後述のようにビジェーナらタンクローリーの運転手達はバルセロナ方面に向かう際には高速道路使用料を節約するためにA-7高速道路ではなく、国道340号線を通過するよう指示を受けていた。事故発生当日は典型的な真夏の炎天下であり、屋外の気温は摂氏35度にまで上昇していた。事故後の調査でタンクローリー内のタンクの圧力は1.2MPa から1.7MPa（170 - 250psi） に達していたと推測されている。

## 大災害の発生
事故は14時35分頃に起こった。タンクローリーは出発地から約100キロメートル離れたロス・アルファケス・キャンプ場の傍らを通過しようとしていた。ビジェーナの腕時計は14時36分を示していた。
大災害が起こる直前の状況については、幾つかの異なる目撃者情報がある。キャンプ場に至る前に既にタンクからプロピレンが漏出していたという証言もあるが、キャンプ場を通過中に爆発音とともにタンクからプロピレンが漏れ出し、ドライバーがタンクローリーを停止させたとする証言もある。またほかの証言によれば、爆発音の正体はタイヤの破裂であり、コントロールできなくなったタンクローリーが道路とキャンプ場の間の壁に激突して横転したのだという。いずれにせよ、路上で停止したタンクローリーから霧状になったプロピレンが放出され一部がキャンプ場へ、さらに風に乗って北東のディスコにまで漂った。ここでガスに火が付いてタンクローリーへのフラッシュバックが発生、積載されていたすべての燃料が爆発した。
道路南側のキャンプ場は、収容人員275人規模であったが、当日はトレーラーやテントに滞在する1,000名近い外国人観光客（多くは西ドイツ人）が詰めかけて賑わっていた。プロピレンの爆発が作り出した火球の温度は1,000℃に達したとみられ、爆発地点には直径20メートル、深さ1.5メートルのクレーターができ、火炎と爆風は周囲300メートル内にあった車、トレーラー、建物、その他全てを破壊し、焼失した面積はキャンプ場の90%に達した。着火点となったとみられるディスコはおよそ100名の客で賑わっていたが、全員が焼死した。

## 救出活動
プロピレンの爆発と1,000℃の火の玉に加え、駐車してあった自動車やキャンプ客が使っていたガスボンベなども次々と炎上・誘爆し、タンクローリーの運転手ビジェーナや観光客ら157名が即死したと推定されている。
爆発の発生から45分のうちに、負傷者たちはほかの生存者たちの助けを受け、車やバンによって運び出された。さらに通報を受けた消防、救急隊などが続々と到着。事故の凄まじさが明らかになるとグアルディア・シビル（治安警察）や軍にも協力が要請され、様々な組織が共同で生存者の救出と火災の鎮火にあたった。最後の負傷者が病院に運ばれたのは事故から3時間後であった。
猛火に包まれたタンクローリーの残骸は国道を完全に閉鎖してしまい、負傷者たちは搬送方向によって南と北に分かれることになった。北のアンポスタやトゥルトーザに運ばれた負傷者は適切な治療を受け、重体の58人は最終的にバルセロナのフランシスコ・フランコ病院に搬送された。一方、南に運ばれた82名の重症患者は、バレンシアのラ・フェ病院に運ばれたが、ショック症状をおこし、病院に到着した時には血圧0の者もいた。多くは体表面積90%以上に重度の熱傷を受けており、数日後に死亡した。死亡率が高くなった理由は、搬送途中に適切な治療が受けられなかったためである。
事故から1週間後にはフランス、ベルギー、オランダ、西ドイツなどの外国人の被害者が、容態の落ち着いたものから帰国を始めた。負傷者300名の中には重傷者もいた。死亡者の公的な数字は215であったが、遺体で発見されたのが217名、病院に搬送されたがその後死亡したものも含めると少なくとも死亡者は270名にも達した。スペイン人の死者は4名であり、それ以外の大多数の被害者が外国人であった。
多くの遺体は性別や身元が判別できないほど損傷が激しく、身に付けていたのは水着と推定される焼け焦げた切れ端のみであり、パスポートなど身元についての手がかりはことごとく焼きつくされていた。当時はDNA型鑑定も未だ実用化されていなかったが、この悪条件下にも拘らず各国から送られた法医学チームの尽力により全遺体の身元の同定に成功し、そのほとんどが母国に返還された。しかし7名は相当時間経過後まで同定できず、トゥルトーザの墓地に葬られた。またあるフランス人夫婦とその子供2人の遺体は数年後、補償内容が確定した後に母国に戻された。他にもコロンビア出身の3人家族の遺体は返還されず、スペイン人の被害者と共にトゥルトーザの墓地に葬られた。

## 調査
事故後、トラックの持ち主Cisternas Reunidas は事故についての責任を認めたが、有料の高速道路を使わせず国道を通行させたという疑惑は否定し、運転していたビジェーナの責任であると言明した。しかし公的機関による事故調査が始まると、ラ・ポブラ・ダ・マフメート精油所の複数の従業員からビジェーナが電話で道路料金について何者かと言い争っていたという証言が得られた。また積み荷の明白な重量超過や、事故当時は義務付けられていなかったとはいえタンクローリーには危急の際の圧力を減じる弁が設置されていなかったことが判明した。またこのタンクローリーは時に可燃物以外の輸送に使用され、その中にはタンク内部を腐食させる物質も含まれていることが判った。トラックの次の検査は1980年であり、前の検査にはパスしていた。タンクコンテナーは1973年12月13日にビルバオの製造所で製造された。スチールの残渣検査で以前の過重圧力の無水アンモニアによる腐食が判明した。これらの要素が加重して、タンクを瞬間的破裂に導いたと考えられた。安全弁がなかったとしても、正常なタンクは人々が逃れる時間を与えるほどの、構造的な強靭さがあるべきであった。
ENPETROL社は当初から自社の事故に対する責任を明確に否定し、責任は運送会社にあるとしていたが、事故調査が進むにつれて当時のENPETROL社の精油所では過積載が常習的に行われていたことが判明した。タラゴナ工場では排出するガス圧の測定メーターもなく、入量超過を防ぐ自動シャットオフ機構もなかった。運転手は過積載も知らされず、荷物の種類やそのクラス（級）も知らされず、彼自身がタンクの圧力も出発前もトランジット時にも知るすべもなかった。事故を起こした運転手のビジェーナはHAZMATというトレーニングプログラムも受けていなかった。なぜなら会社は彼の20年という経験でそれは必要ないと考えていたからである。

## その後

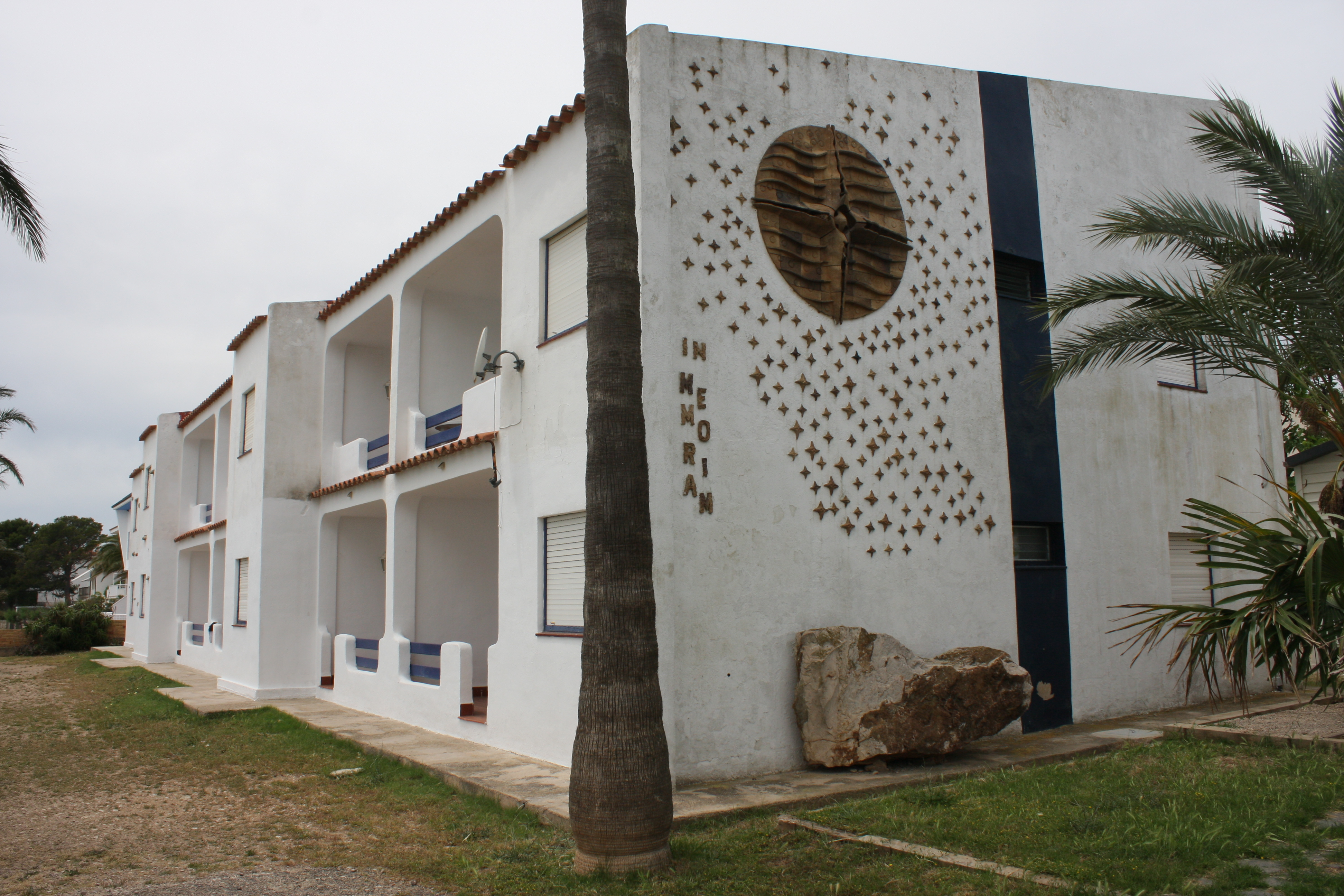
キャンプ場の建物の壁にある犠牲者の慰霊碑

その後、スペインでは危険物の人口密集地での運搬が禁止され、また運送の時間帯も夜間に限られることになった。1982年にENPETROL社の4人とCisternas Reunidas社の2人が業務上過失（怠慢）で起訴された。1年から4年の有罪が言い渡されたが、その後上告した4人は刑が軽減され、または執行猶予が付いた。最終的に両社が支払った補償金は1,323万ユーロに上った。
事故後キャンプ場は再建され、現在も営業している。